# 탑골샘
탑골샘은 울산광역시 울주군 두서면 내와리에 있는 태화강의 발원지로 백운산의 해발 550m 절터 주변에 위치하고 있다.계곡절터에 홍수로 탑이 굴러 내려와 아랫마을을 탑골이라 부르게 되었다는데서 유래 되었다.
탑골샘은 반경 3m 주위에서 물이 흘러나오고 수량은 약 16t이다.이곳에서 발원하는 물은 대곡천으로 흐르며 대곡천은 태화강의 본류이다.